# Club Deportivo Mongomo
El Club Deportivo Mongomo és un club de futbol de la ciutat de Mongomo, Guinea Equatorial.

## Palmarès
- Lliga equatoguineana de futbol:[3]
  - 1980, 1997, 2010, 2021/22

- Copa equatoguineana de futbol:[4]
  - 2015